# Zeebeelden
Zeebeelden (Merikuvia) is een compositie van de Finse componist Uuno Klami.

## Geschiedenis
Klami woonde bijna zijn hele leven lang in Virolahti, dat gelegen is aan een baai aan de Finse Golf. Het is dan niet verwonderlijk dat hij ooit een compositie zou schrijven met betrekking tot de zee. Zijn compositie betrof echter niet de zee als waterplas, maar het gevoel dat Klami had als hij met zijn zeilbootje de zee opging met een brandende zon in augustus. De suite kwam in episodes gereed en waarschijnlijk dacht Klami er in het begin nog niet aan een dergelijke compositie te schrijven. De delen werden een voor een opgeleverd en ontvingen daarom ieder een eigen eerste uitvoering door het toen net opgerichte Finse Radiosymfonieorkest. Pas later combineerde Klami de zes delen tot een geheel. Andere inspiratie haalde Klami uit Paul Valérys gedicht Le voilier abandonée (de verlaten driemaster). De muziek is grotendeels ontleend aan muziek die Klami eerder schreef voor een uitvoering van Hohtavat siivet van Arvi Kivimaa.

## Muziek
De uiteindelijke suite bestaat uit vijf deeltjes:
1. De mistige ochtend (Sumuinen aamu)
2. Kapitein Scrapuchinat (Kapteeni Srapuchinat)
3. De verlaten driemaster (Hyljätti kolmimastoinen)
4. Lied van de wacht (Vahtimiehen laulu)
5. Scene de ballet (Baltteikohtaus)
6. 3 Bf (voltooid 7 augustus 1930).

De stijl is die van Maurice Ravel en een rustige Igor Stravinski. Klami brak met de romantische traditie binnen de Finse klassieke muziek. Dat zorgde ervoor dat de liefhebbers van die muziek in twee kampen verdeeld werden. Je was voor of je was tegen de muziek van Klami. Klami die een bewonderaar was van Ravel, maakte het in veel ogen nog bonter door 3 Bf. Het deel lijkt zo op Ravels Bolero, dat sommige dirigenten het weigerden te spelen. Met name de fagotsolo lijkt zo gekopieerd te zijn uit Ravels werk. Ook het crescendo en het eind vertonen overeenkomsten. Het gerucht gaat dat beide composities in dezelfde tijd zijn geschreven en dat Klami de Bolero pas eind 1928 hoorde. De muziek van de overige delen is vooral ingetogen. Van de delen 3 en 6 zijn bewerkingen voor blaasorkest beschikbaar.

## Orkestratie
- 2 dwarsfluiten waaronder 1 piccolo, 2 hobo's, 2 klarinetten (zowel Bes als A-klarinet), 2 fagotten waaronder 1 contrafagot;
- 4 hoorns, 2 trompetten, 3 trombones, 1 tuba
- pauken, percussie, harp, piano
- violen, altviolen, celli, contrabassen

## Discografie
- Uitgave Finlandia Records: Fins Radiosymfonieorkest o l.v. Leif Segerstam in een opname uit 1987;
- Uitgave Chandos: IJslands Symfonie Orkest o.l.v. Petri Sakari
- Uitgave Naxos: Turku Philharmonisch Orkest o.l.v. Jorma Panula

## Bron
- de compact disc van Finlandia Records
- Fazer; muziekuitgeverij